# 浅绿园蛛
浅绿园蛛（学名：Araneus viridiventris）为园蛛科园蛛属的动物。分布于日本以及中国大陆的福建、广东等地。该物种的模式产地在日本。